# Sundom kyrka
Sundom kyrka ligger i Sundom, som sedan 1972 hör till Vasa stad i Österbotten. Kyrkan är ritad av Oskar Berg och uppförd i trä 1929. Kyrkan restaurerades invändigt 2004 och fasaderna 2011. Kyrksalen har 240 sittplatser. 
Kyrkan används av Sundom kapellförsamling inom Vasa svenska församling och av Vasa finska församling. 

## Inventarier
Kyrkan har en Allen Chancel CF-4 digitalorgel och piano samt ljudåtergivningssystem med mixer och induktionsslinga. Längst bak i kyrkan finns en plats för barn med mjuka mattor, sittdynor och möbler i barnstorlek såsom stolar, bord och ett skåp som fungerar som altare. Där finns leksaker, böcker och målartillbehör.
I Sundom kyrka finns ett dopträd, i vilket hängs ett löv för varje barn som döps i Sundom kapellförsamling.